# Бовсуны
Бовсуны́ (укр. Бовсуни) — село на Украине, основано в 1250 году, находится в Лугинском районе Житомирской области.
Код КОАТУУ — 1822880401. Население по переписи 2001 года составляет 974 человека. Почтовый индекс — 11323. Телефонный код — 4161. Занимает площадь 4,96 км².

## Адрес местного совета
11323, Житомирская область, Лугинский р-н, с.Бовсуны, ул.Центральная, 76